# Jesper Nelin
Jesper Erik Nelin (* 3. Oktober 1992 in Värnamo) ist ein schwedischer Biathlet. Er startet seit 2015 im Weltcup, wurde 2018 mit der Männerstaffel Olympiasieger und 2024 ebenfalls mit der Staffel Weltmeister.

## Werdegang
Nelin stammt aus dem südschwedischen Borås und begann seine sportliche Laufbahn als Skilangläufer im Verein Hestra IF. Von 2009 an nahm er an Rennen auf nationaler Ebene teil, war aber in den meisten Wettkämpfen deutlich von vorderen Ergebnissen entfernt. Zusätzlich begann er 2012 mit dem Biathlonsport, wo er bessere Resultate erzielte: Im Januar 2015 gewann er die Massenstart-Bronzemedaille bei den Schwedischen Meisterschaften und erhielt in der Folge erste Einsätze im IBU-Cup, der zweithöchsten Wettkampfserie im Biathlon. Im Sommer 2015 nahm ihn Nationaltrainer Wolfgang Pichler in die – nach den 2014 erfolgten Rücktritten Carl Johan Bergmans und Björn Ferrys deutlich geschwächte – erste Mannschaft auf und bezeichnete ihn als „sehr großes Talent“ (im Original: „väldigt stor talang“) und „vielleicht den Typ, den [die Trainer] gesucht haben“ (im Original: „Kanske är han killen vi letat efter“). Nelin wurde noch im August 2015 schwedischer Sommerbiathlonmeister im Sprint und belegte bei seinem ersten Weltcupauftritt im Dezember in Östersund als bester Sportler seines Landes den 16. Platz. In der Folge startete er bei den Weltmeisterschaften 2016, wo er mit der Staffel um Torstein Stenersen, Peppe Femling und Fredrik Lindström den 7. Rang erreichte. Seine besten WM-Einzelergebnisse waren ein 31. Platz im Sprint und ein 38. Platz in der Verfolgung. Am Ende des Winters stand er im Gesamtweltcup auf Rang 61; hinter Lindström und Stenersen war er damit drittbester Schwede.

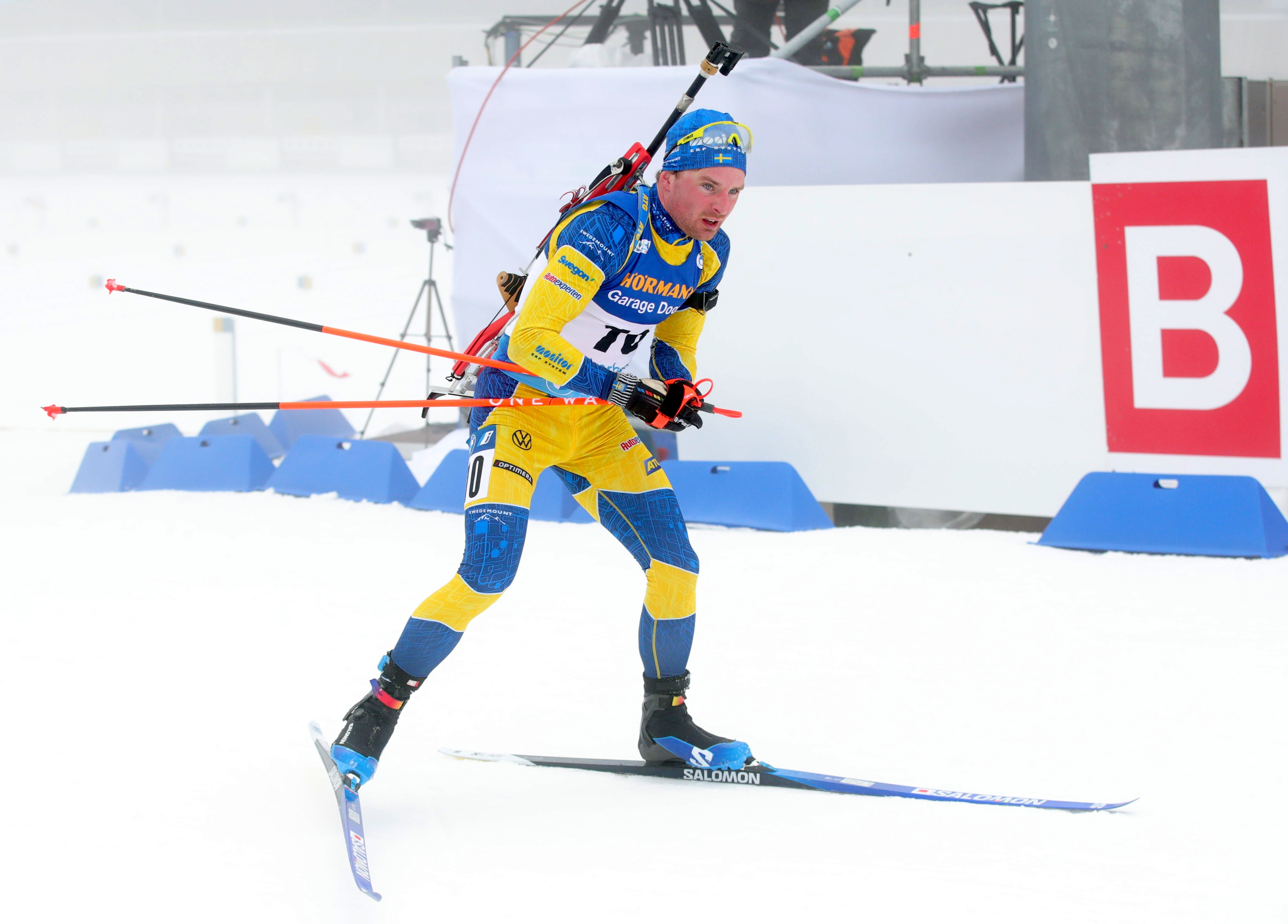
Nelin während des Sprintrennens bei den Weltmeisterschaften 2023 in Oberhof

Über zwei Jahre blieb der 16. Platz von Nelins Debütrennen sein einziges Top-20-Einzelergebnis im Weltcup. Er verpasste zudem, insbesondere in der Saison 2016/17, häufiger die Punkteränge der besten 40 Athleten. Erst zum Auftakt des olympischen Winters 2017/18 – erneut in einem Sprint vor heimischem Publikum in Östersund – knüpfte er mit dem 20. Rang an seine Bestleistung an. In der gleichen Saison gewann er zusammen mit Martin Ponsiluoma, Sebastian Samuelsson und Fredrik Lindström das Staffelrennen in Oberhof, was den ersten Weltcupsieg einer schwedischen Staffel seit 2009 bedeutete. Bei den Olympischen Winterspielen 2018 in Pyeongchang im Februar qualifizierte sich Nelin nach drei Ergebnissen unter den besten 30 in Sprint, Verfolgung und Einzel erstmals in seiner Karriere für einen Massenstart. Mit zwei Schießfehlern und 34,6 Sekunden Rückstand auf Sieger Martin Fourcade erreichte er dort den neunten Platz. Wenige Tage später gewann er mit seinen Mannschaftskollegen Peppe Femling, Samuelsson und Lindström die olympische Goldmedaille im Staffelrennen.
In den Saisons von 2018 bis 2025 erreichte Nelin im Weltcup weiterhin regelmäßig die Punkteränge und belegte in der jeweiligen Gesamtwertung Platzierungen zwischen dem 15. und dem 54. Rang. Hinter Sebastian Samuelsson und Martin Ponsiluoma gehörte er damit zu den führenden Biathleten seines Landes, erreichte aber anders als Samuelsson und Ponsiluoma zunächst in keinem Weltcup-Einzelrennen das Podium. Das gelang ihm erstmals im März 2024 als Dritter beim Massenstart am Holmenkollen. Zudem gewann Nelin bei den Europameisterschaften 2019 hinter Tarjei Bø die Silbermedaille im Sprint und – zusammen mit Anna Magnusson – eine zusätzliche Silbermedaille in der Single-Mixed-Staffel. Im Weltcup stand er mehrmals im Team auf dem Podium und feierte im Dezember 2020 in Hochfilzen seinen zweiten Weltcupsieg mit der Männerstaffel. Bei den olympischen Biathlon-Wettkämpfen in Peking 2022 schoss Nelin in der Staffel die einzige Strafrunde des schwedischen Quartetts, das am Ende des Wettkampfs den fünften Rang belegte. Im Februar 2024 wurde er gemeinsam mit Viktor Brandt, Ponsiluoma und Samuelsson Staffelweltmeister bei den Titelkämpfen in Nové Město na Moravě. Nelin war in der Staffel an zweiter Stelle gelaufen und hatte das Team mit einem guten Rennen im Kampf um die Medaillen gehalten.

## Persönliches
Nelin besuchte das Sportgymnasium in Torsby mit Spezialisierung auf den Skilanglauf. Sein jüngerer Bruder, der keine internationale Laufbahn einschlug, ging auf dieselbe Schule mit Biathlon-Spezialisierung und gab sein ausgedientes Gewehr an ihn ab, was für Nelin den Beginn seiner Biathlonkarriere bedeutete. Er lebt in Östersund.

## Statistiken

### Weltcupsiege
| Nr. | Datum         | Ort        | Disziplin            |
| --- | ------------- | ---------- | -------------------- |
| 1.  | 7. Jan. 2018  | Oberhof    | Staffel (4×7,5 km) 1 |
| 2.  | 13. Dez. 2020 | Hochfilzen | Staffel (4×7,5 km) 2 |

### Weltcupplatzierungen
Die Tabelle zeigt alle Platzierungen (je nach Austragungsjahr einschließlich Olympische Spiele und Weltmeisterschaften).
- 1.–3. Platz: Anzahl der Podiumsplatzierungen
- Top 10: Anzahl der Platzierungen unter den ersten zehn (einschließlich Podium)
- Punkteränge: Anzahl der Platzierungen innerhalb der Punkteränge (einschließlich Podium und Top 10)
- Starts: Anzahl gelaufener Rennen in der jeweiligen Disziplin
- Staffel: inklusive Mixed- und Single-Mixed-Staffeln

| Platzierung               | Einzel | Sprint | Verfolgung | Massenstart | Staffel | Gesamt |
| ------------------------- | ------ | ------ | ---------- | ----------- | ------- | ------ |
| 1. Platz                  |        |        |            |             | 2       | 2      |
| 2. Platz                  |        |        |            |             | 8       | 8      |
| 3. Platz                  |        |        |            | 1           | 9       | 10     |
| Top 10                    |        | 3      | 2          | 4           | 52      | 61     |
| Punkteränge               | 13     | 43     | 40         | 17          | 61      | 174    |
| Starts                    | 24     | 69     | 51         | 17          | 62      | 223    |
| Stand: Saisonende 2024/25 |        |        |            |             |         |        |

### Weltcupwertungen
Ergebnisse bei Biathlon-Weltcups (Disziplinen- und Gesamtweltcup) gemäß Punktesystem:
| Saison  | Einzel | Einzel | Sprint | Sprint | Verfolgung | Verfolgung | Massenstart | Massenstart | Gesamt | Gesamt |
| Saison  | Platz  | Punkte | Platz  | Punkte | Platz      | Punkte     | Platz       | Punkte      | Platz  | Punkte |
| ------- | ------ | ------ | ------ | ------ | ---------- | ---------- | ----------- | ----------- | ------ | ------ |
| 2015/16 | –      | –      | 53.    | 44     | 64.        | 15         | –           | –           | 61.    | 59     |
| 2016/17 | –      | –      | –      | –      | 68.        | 9          | –           | –           | 89.    | 9      |
| 2017/18 | –      | –      | 34.    | 72     | 42.        | 47         | 38.         | 16          | 40.    | 135    |
| 2018/19 | 26.    | 41     | 45.    | 43     | 35.        | 62         | 43.         | 10          | 40.    | 156    |
| 2019/20 | –      | –      | 30.    | 72     | 30.        | 51         | 26.         | 58          | 31.    | 181    |
| 2020/21 | 53.    | 10     | 27.    | 113    | 25.        | 106        | 36.         | 22          | 27.    | 264    |
| 2021/22 | 24.    | 29     | 55.    | 42     | 63.        | 16         | –           | –           | 54.    | 87     |
| 2022/23 | 14.    | 76     | 17.    | 147    | 19.        | 132        | 18.         | 85          | 15.    | 440    |
| 2023/24 | 12.    | 77     | 31.    | 76     | 26.        | 81         | 16.         | 102         | 23.    | 336    |
| 2024/25 | 34.    | 31     | 22.    | 136    | 25.        | 90         | 19.         | 95          | 22.    | 352    |

### Olympische Winterspiele
Ergebnisse bei Olympischen Winterspielen:
|                                             | Einzelwettbewerbe | Einzelwettbewerbe | Einzelwettbewerbe | Einzelwettbewerbe | Staffelwettbewerbe | Staffelwettbewerbe |
| Einzel                                      | Sprint            | Verfolgung        | Massenstart       | Männerstaffel     | Mixedstaffel       |                    |
| ------------------------------------------- | ----------------- | ----------------- | ----------------- | ----------------- | ------------------ | ------------------ |
| Olympische Winterspiele 2018 \| Pyeongchang | 24.               | 30.               | 18.               | 9.                | 1.                 | 11.                |
| Olympische Winterspiele 2022 \| Peking      | 64.               | 55.               | 31.               | –                 | 5.                 | –                  |

### Weltmeisterschaften

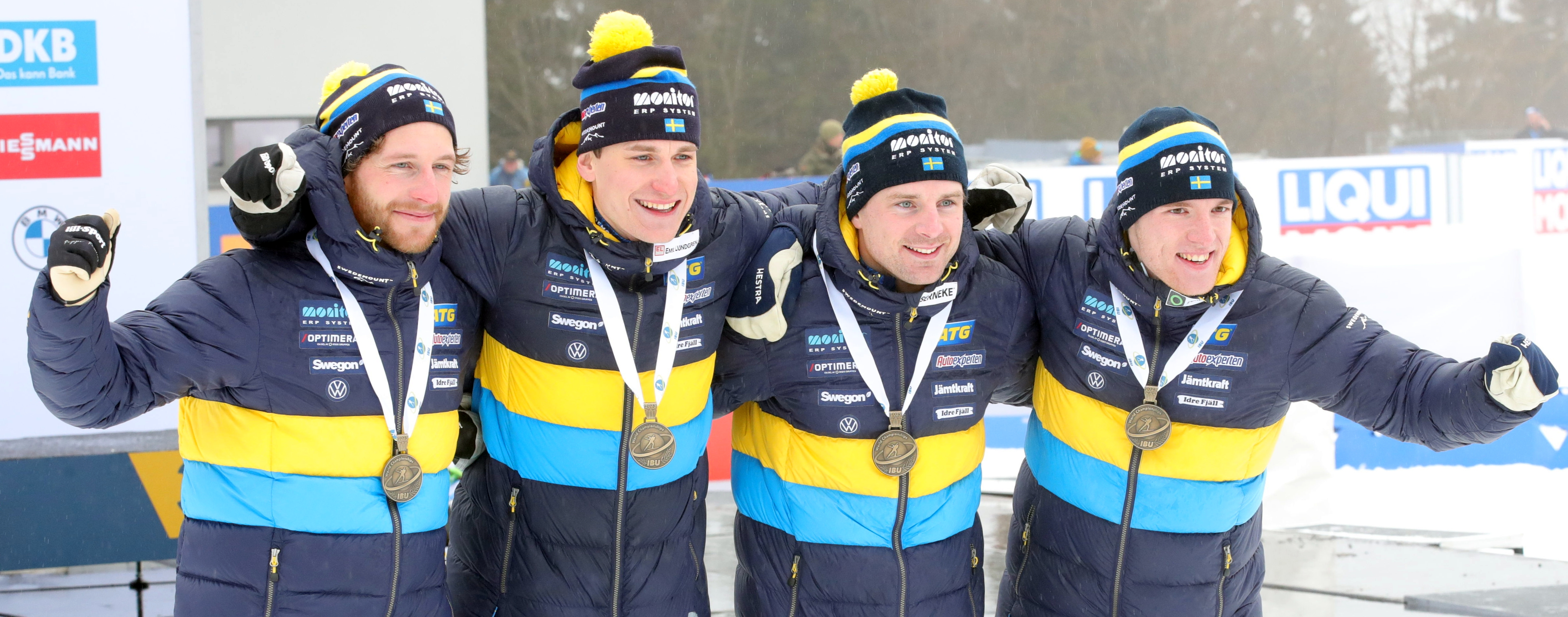
Peppe Femling, Martin Ponsiluoma, Jesper Nelin und Sebastian Samuelsson mit der Bronzemedaille, 2023 in Oberhof

Ergebnisse bei Weltmeisterschaften:
| Weltmeisterschaften | Weltmeisterschaften | Einzelwettbewerbe | Einzelwettbewerbe | Einzelwettbewerbe | Einzelwettbewerbe | Staffelwettbewerbe | Staffelwettbewerbe | Staffelwettbewerbe |
| Jahr                | Ort                 | Einzel            | Sprint            | Verfolgung        | Massenstart       | Männerstaffel      | Mixedstaffel       | S.-M.-Staffel      |
| ------------------- | ------------------- | ----------------- | ----------------- | ----------------- | ----------------- | ------------------ | ------------------ | ------------------ |
| 2016                | Oslo                | 54.               | 31.               | 38.               | –                 | 7.                 | 12.                | nicht ausgetragen  |
| 2017                | Hochfilzen          | 54.               | 59.               | 44.               | –                 | 11.                | 6.                 | nicht ausgetragen  |
| 2019                | Östersund           | 28.               | 41.               | 33.               | –                 | 7.                 | 5.                 | –                  |
| 2020                | Antholz             | 42.               | 19.               | 11.               | 19.               | 10.                | 11.                | –                  |
| 2021                | Pokljuka            | 82.               | 17.               | 28.               | 27.               | 2.                 | –                  | –                  |
| 2023                | Oberhof             | 22.               | 45.               | 23.               | 16.               | 3.                 | –                  | –                  |
| 2024                | Nové Město          | 33.               | 23.               | 41.               | –                 | 1.                 | –                  | –                  |
| 2025                | Lenzerheide         | 14.               | 14.               | 11.               | 10.               | 4.                 | –                  | –                  |